# La Casa Gran (Sant Pere de Ribes)
La Casa Gran és una masia barroca del municipi de Sant Pere de Ribes (Garraf) protegit com a bé cultural d'interès local.

## Descripció
La Casa Gran és un edifici de grans dimensions amb jardí i capella. Té planta rectangular i estructura basilical i consta de planta baixa, pis i golfes. La façana és de composició simètrica. Té una gran porta d'accés d'arc de mig punt amb dovelles de pedra i una finestra rectangular a cada banda. En el primer pis hi ha tres balcons allindanats, el central de volada més pronunciada. En les golfes hi ha tres obertures d'arc de mig punt. L'acabament de la façana és sinuós i la resta de l'edifici presenta una distribució irregular d'obertures. La capella és molt senzilla d'estil neogòtic. El conjunt es troba protegit per una tanca.

## Història
La construcció de la Casa Gran va començar durant la segona meitat del segle xviii, a imitació de l'edifici de Can Giralt. Al llarg del temps ha passat per diverses etapes constructives. Sent la casa propietat del poeta Emili Giralt i Giralt es va construir una capella pública dedicada a la Mare de Déu del Carme l'any 1899. La capella es va beneir el 16 de juliol del 1900, dia del Carme, amb una notable festa en què s'acabà interpretant Els Segadors.